# Atrilinea roulei
Atrilinea roulei és una espècie de peix cipriniforme de la família dels ciprínids.

## Morfologia
- Els mascles poden assolir 12 cm de longitud total.[4][5]

## Alimentació
Menja larves d'insectes aquàtics i algues (incloent-hi diatomees)

## Hàbitat
És un peix d'aigua dolça i de clima subtropical.

## Distribució geogràfica
Es troba a Àsia: riu Qiantang (la Xina).